# Phạm Hùng Dũng
Phạm Hùng Dũng (Đà Nẵng, 28 settembre 1978) è un ex calciatore vietnamita, di ruolo difensore.

## Carriera

### Club
Nel 2009, dopo aver militato al Ðà Nẵng, si è trasferito al The Vissai N.B., con cui ha concluso la propria carriera.

### Nazionale
Ha debuttato in Nazionale maggiore nel 2000. Ha partecipato, con la Nazionale, alla Coppa d'Asia 2007. Ha collezionato in totale, con la maglia della Nazionale, 22 presenze e una rete.